# Man (Virginia Occidental)
Man es un pueblo ubicado en el condado de Logan en el estado estadounidense de Virginia Occidental. En el Censo de 2010 tenía una población de 759 habitantes y una densidad poblacional de 254,39 personas por km².

## Geografía
Man se encuentra ubicado en las coordenadas 37°44′38″N 81°52′49″O / 37.74389, -81.88028. Según la Oficina del Censo de los Estados Unidos, Man tiene una superficie total de 2.98 km², de la cual 2.84 km² corresponden a tierra firme y (4.86%) 0.15 km² es agua.

## Demografía
Según el censo de 2010, había 759 personas residiendo en Man. La densidad de población era de 254,39 hab./km². De los 759 habitantes, Man estaba compuesto por el 96.05% blancos, el 1.45% eran afroamericanos, el 0.13% eran amerindios, el 1.71% eran asiáticos, el 0% eran isleños del Pacífico, el 0.66% eran de otras razas y el 0% pertenecían a dos o más razas. Del total de la población el 0.66% eran hispanos o latinos de cualquier raza.